# Плоткин, Чак
Чак Плоткин (англ. Chuck Plotkin; 8 сентября 1942, Лос-Анджелес, Калифорния, США) — американский музыкальный продюсер, кинопродюсер и звукорежиссёр, наиболее известный сотрудничеством с Брюсом Спрингстином и Бобом Диланом.

## Карьера
Плоткин записывал, сводил, продюсировал, а также занимался мастерингом альбомов Брюса Спрингстина, Боба Дилана и многих других исполнителей, начиная с 1972 года (первыми его клиентами была группа The Floating House Band). Незадолго до того, как присоединиться к Спрингстину для записи альбома Darkness on the Edge of Town, Плоткин продюсировал альбом Cocaine Drain группы The Cowsills.
Среди главных достижений Плоткина как звукорежиссёра был мастеринг альбома Спрингстина Nebraska. Музыкант записал материал в виде набора демонстрационных кассет на недорогой домашний магнитофон. Задача превратить сырую, необработанную запись (которая неделями пролежала в кармане брюк Спрингстина) в готовый продукт с профессиональным звучанием была сложной и требовала недюжинного мастерства.
Впоследствии Плоткин прославился как продюсер многих альбомов Спрингстина, включая Born in the U.S.A., Tunnel of Love и Human Touch.
Плоткин выступал продюсером фильма «Мираж» (1995), а также спродюсировал саундтреки к лентам «Мертвец идёт», «Вьетнам, Давно не виделись», «Филадельфия» и «Джерри Магуайер».
Принимал участие в съёмках документального фильма «Братья по крови: Брюс Спрингстин и группа E Street» (1996), в котором рассказывалось о кратком воссоединение музыканта с группой E Street Band в 1990-х.